# Борго а Моцано
Борго а Моцано (итал. Borgo a Mozzano) је насеље у Италији у округу Лука, региону Тоскана.
Према процени из 2011. у насељу је живело 1508 становника. Насеље се налази на надморској висини од 108 м.

## Географија
| Клима (Борго а Моцано)     | Клима (Борго а Моцано) | Клима (Борго а Моцано) | Клима (Борго а Моцано) | Клима (Борго а Моцано) | Клима (Борго а Моцано) | Клима (Борго а Моцано) | Клима (Борго а Моцано) | Клима (Борго а Моцано) | Клима (Борго а Моцано) | Клима (Борго а Моцано) | Клима (Борго а Моцано) | Клима (Борго а Моцано) | Клима (Борго а Моцано) |
| Показатељ \ Месец          | .Јан.                  | .Феб.                  | .Мар.                  | .Апр.                  | .Мај.                  | .Јун.                  | .Јул.                  | .Авг.                  | .Сеп.                  | .Окт.                  | .Нов.                  | .Дец.                  | .Год.                  |
| -------------------------- | ---------------------- | ---------------------- | ---------------------- | ---------------------- | ---------------------- | ---------------------- | ---------------------- | ---------------------- | ---------------------- | ---------------------- | ---------------------- | ---------------------- | ---------------------- |
| Средњи максимум, °C (°F)   | 11 (52)                | 12 (54)                | 15 (59)                | 18 (64)                | 22 (72)                | 26 (79)                | 29 (84)                | 29 (84)                | 26 (79)                | 21 (70)                | 16 (61)                | 12 (54)                | 29 (84)                |
| Средњи минимум, °C (°F)    | 2 (36)                 | 3 (37)                 | 5 (41)                 | 7 (45)                 | 11 (52)                | 14 (57)                | 17 (63)                | 17 (63)                | 14 (57)                | 11 (52)                | 6 (43)                 | 3 (37)                 | 2 (36)                 |
| Количина падавина, mm (in) | 74 (29,1)              | 70 (27,6)              | 77 (30,3)              | 80 (31,5)              | 61 (24)                | 43 (16,9)              | 24 (9,4)               | 57 (22,4)              | 88 (34,6)              | 120 (47,2)             | 122 (48)               | 85 (33,5)              | 901 (354,5)            |
| [ тражи се извор ]         |                        |                        |                        |                        |                        |                        |                        |                        |                        |                        |                        |                        |                        |

## Становништво
| 1931. | 1936. | 1951. | 1961. | 1971. | 1981. | 1991. | 2001. | 2011. |
| ----- | ----- | ----- | ----- | ----- | ----- | ----- | ----- | ----- |
| 8.317 | 8.037 | 8.406 | 8.032 | 7.785 | 7.745 | 7.580 | 7.358 | 7.227 |